# Ford Sterling
Ford Sterling (La Crosse, 3 november 1883 - Los Angeles, 13 oktober 1939) was een Amerikaans komiek en acteur.

## Biografie
Ford Sterling werd in 1883 als George Ford Stich Jr. geboren in La Crosse, Wisconsin. Hij begon zijn acteercarrière in de stomme films in 1911 bij de Biograph Studios. Toen regisseur Mack Sennett de studio verliet om zijn eigen Keystone Studios te beginnen, volgde Sterling hem. Daar speelde hij de rol van 'Chief Teeheezel' in een reeks van slapstickkomedies met The Keystone Cops. In zijn 25-jarige carrière maakte hij moeiteloos de overgang naar de geluidsfilm en acteerde tot 1936 in minstens 270 films. 
Sterling overleed in Los Angeles in 1939 ten gevolge van een hartinfarct na een jarenlange strijd tegen diabetes en werd begraven in het Hollywood Forever Cemetery. Voor zijn bijdrage tot de filmindustrie kreeg hij een ster op de Hollywood Walk of Fame op 6612 Hollywood Blvd. 

## Filmografie (selectie)
- Hoffmeyer's Legacy (1912)
- Safe in Jail (1913)
- Murphy's I.O.U. (1913)
- His Chum the Baron (1913)
- That Ragtime Band (1913)
- The Foreman of the Jury (1913)
- The Gangsters (1913)
- Barney Oldfield's Race for a Life (1913)
- The Waiters' Picnic (1913)
- Peeping Pete (1913)
- A Bandit (1913)
- For the Love of Mabel (1913)
- Love and Courage (1913)
- Professor Bean's Removal (1913)
- The Riot (1913)
- Mabel's Dramatic Career (1913)
- The Faithful Taxicab (1913)
- When Dreams Come True (1913)
- Two Old Tars (1913)
- The Speed Kings (1913)
- Fatty at San Diego (1913)
- Wine (1913)
- A Ride for a Bride (1913)
- Fatty's Flirtation (1913)
- Some Nerve (1913)
- Cohen Saves the Flag (1913)
- A Game of Pool (1913)
- A Misplaced Foot (1914)
- In the Clutches of the Gang (1914)
- A Robust Romeo (1914)
- Between Showers (1914)
- Tango Tangles (1914)
- That Minstrel Man (1914)
- The Sea Nymphs (1914)
- Hogan's Romance Upset (1915)
- That Little Band of Gold (1915)
- Court House Crooks (1915)
- Fatty and the Broadway Stars (1915)
- The Day of Faith (1923)
- Hollywood (1923) cameo
- Wild Oranges (1924)
- He Who Gets Slapped (1924)
- Stage Struck (1925)
- The American Venus (1926)
- Miss Brewster's Millions (1926)
- Good and Naughty (1926)
- Mantrap (1926)
- The Show Off (1926)
- Stranded in Paris (1926)
- Casey at the Bat (1927)
- For the Love of Mike (1927)
- Gentlemen Prefer Blondes (1928)
- Sally (1929)
- Show Girl in Hollywood (1930)
- Spring Is Here (1930)
- Bride of the Regiment (1930)
- Alice in Wonderland (1933)
- Keystone Hotel (1935)
- The Headline Woman (1935)